# Drycothaea ochreoscutellaris
Drycothaea ochreoscutellaris är en skalbaggsart som först beskrevs av Stefan von Breuning 1940.  Drycothaea ochreoscutellaris ingår i släktet Drycothaea och familjen långhorningar.
Artens utbredningsområde är Surinam. Inga underarter finns listade i Catalogue of Life.